# Восточноафриканский узкорот
Восточноафрика́нский узкоро́т, или мозамби́кский узкорот (Breviceps mossambicus) — вид земноводных из рода Африканские узкороты. Вид был открыт натуралистом Вильгельмом Петерсом на острове Мозамбик в середине девятнадцатого столетия.

## Внешний вид
По выражению зоолога, автора серии книг «Жизнь животных» Альфреда Брэма, восточноафриканский узкорот «является в высшей степени оригинально сложенной лягушкой». Длина тела животного достигает пяти сантиметров. Голова короткая, с почти плоской лицевой частью и едва выдающимся вперёд рылом; ротовое отверстие маленькое, глаза большие. Возле глаз есть косая чёрная полоса. Конечности представителей этого вида крепко сложены, очень короткого размера; значительная часть их расположена в складках кожи, как в мешке. На задних лапах имеется большая лопатообразная мозоль. Кожа гладкая, что отличает этот вид от ближайших сородичей; на спине имеет красно-бурую, а по бокам жёлто-бурую окраску и может быть покрыта разнообразными пятнами. На горле имеется большое чёрное пятно.

## Образ жизни
В засушливую погоду восточноафриканский узкорот прячется в тенистых местах и возобновляет активность во время дождей. Питается беспозвоночными, в частности термитами.
Самка мозамбикского узкорота откладывает в листовую подстилку кладку из двадцати небольших яиц размером до шести миллиметров, в оболочке, размер которой в два раза превышает размер яйца. В течение шести-восьми недель зародыши внутри яйца развиваются в молодых лягушат.

## Ареал
Представители вида распространены на территории Восточной и Южной Африки, встречаются в Зимбабве, Демократической Республике Конго, Замбии, Мозамбике, Ботсване, Эсватини, Южно-Африканской Республике и Танзании. Населяют преимущественно зоны саванн, кустарниковые степи, пастбища, пахотные земли и сельские сады.